# Balacra alberici
Pour les articles homonymes, voir alberici.
Espèce
Balacra alberici est une espèce de lépidoptères (papillons) de la famille des Erebidae et de la sous-famille des Arctiinae. Décrite en 1945 par Abel Dufrane, elle a été découverte dans l'actuelle République démocratique du Congo.